# Gymnasium Canisianum

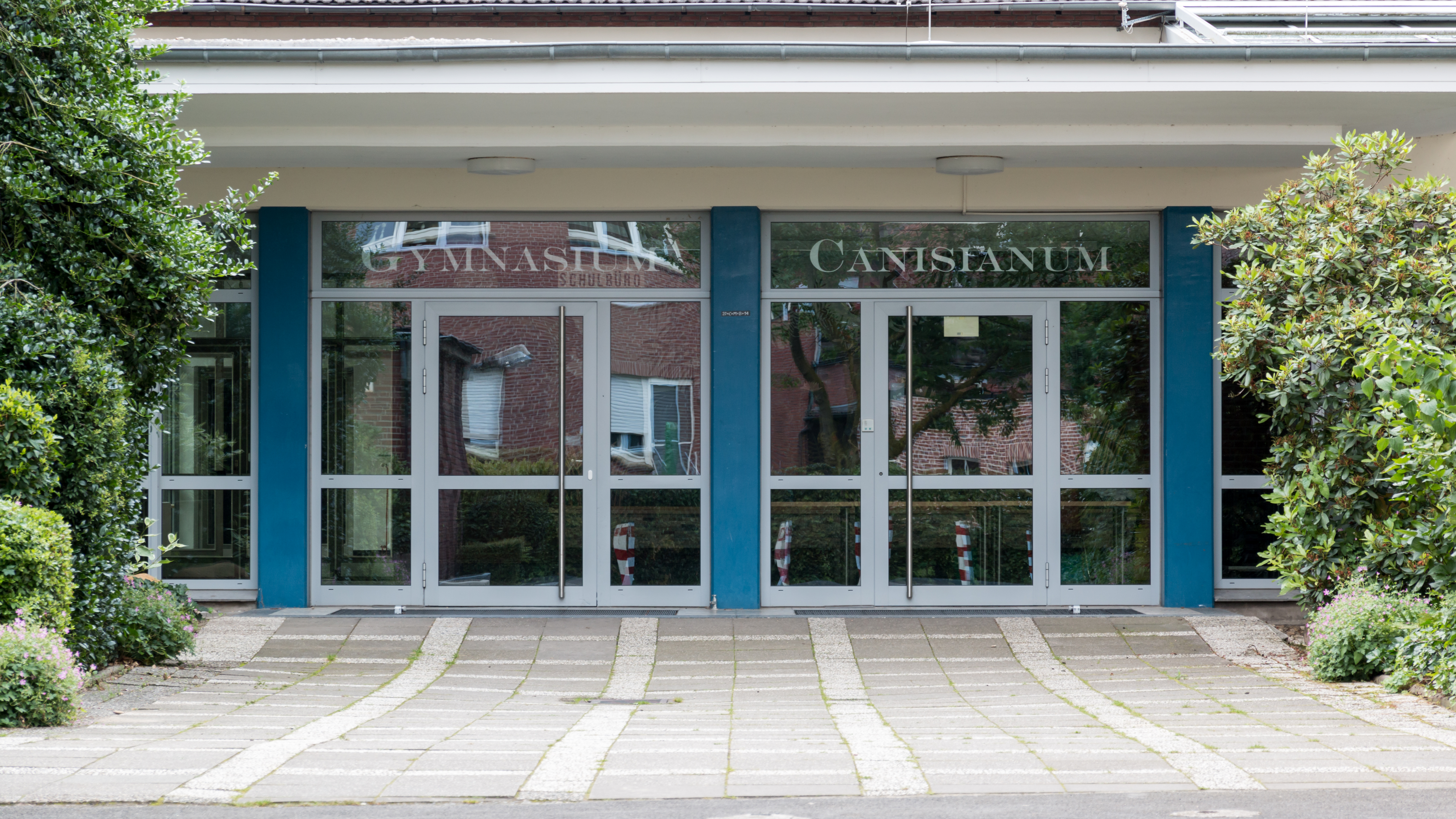
Eingangsbereich der Schule

Das Gymnasium Canisianum in Lüdinghausen ist ein privates Gymnasium und eine von rund 550 Ersatzschulen in Nordrhein-Westfalen. Schulträger ist der Gymnasialverein St. Canisius e. V. Benannt ist die Schule nach Petrus Canisius.

## Profil
Als staatlich anerkannte Ersatzschule kann am Gymnasium Canisianum das Abitur wie an einer regulären Schule abgelegt werden. Für den Schulbesuch entstehen keine Kosten. Das Canisianum ist als MINT-freundliche Schule zertifiziert. Schülerinnen und Schüler nehmen regelmäßig erfolgreich an MINT-Wettbewerben wie Jugend forscht oder der internationalen Biologieolympiade teil.

## Geschichte
Gegründet wurde das Canisianum 1925 von Bernhard Hürfeld als Schülerheim. Der Lehrbetrieb wurde ab 1933 aufgenommen. Von 1943 bis November 1945 musste die Schule geschlossen werden.
Schulleiterin ist seit 2021 Inken Fries-Janner. Zuvor war Michael Dahmen für 10 Jahre Schulleiter.

## Bekannte Absolventen
- Heinrich Breloer (* 1942), Autor und Filmregisseur
- Martin Simons (* 1973), Schriftsteller und Journalist
- Bettina Schausten (* 1965), Journalistin und Fernsehmoderatorin
- Olaf Kreutzenbeck (* 1943), Schauspieler, Musicaldarsteller und Hörspielsprecher
- Amos Pieper[9][10] (* 1998), Fußballspieler